# RHI Roller Hockey '95
RHI Roller Hockey '95 é um jogo eletrônico esportivo de hóquei em linha (hockey in-line) para o Super Nintendo. Foi desenvolvido pela Radical Entertainment e seria publicado pela American Softworks, mas nunca foi oficialmente lançado.[carece de fontes?] Desde 19 de abril de 1995, a ROM se encontra disponível para download.
O game é licenciado pela Roller Hockey International, contendo equipes e jogadores que disputaram a temporada 1993 da RHI.